# 赫尔米普斯
赫尔米普斯（英語：Hermippus），约活动于公元前5世纪前后。古希腊雅典喜剧诗人，弥尔提鲁斯的兄弟。现存10部剧的剧名及100个残篇，他在城邦酒神节一次获胜（公元前435年），至少在雅典酒神节上四次获胜（首次在公元前430年）。

## 扩展阅读
- 本条目包含来自公有领域出版物的文本: Chisholm, Hugh (编).  (第11版). London: Cambridge University Press. 1911.